# Jana Marco
Jana Marco, rozená Jana Pacholíková, později Jana Petrová, provdaná Jana Marcová (* 16. září 1966 Šternberk), je česká podnikatelka, lobbistka, investorka, bývalá československá disidentka, politička, po sametové revoluci poslankyně Sněmovny lidu a Sněmovny národů Federálního shromáždění za Občanské fórum, později za Občanskou demokratickou stranu. V 90. letech působila jako mluvčí ODS a poslankyně Poslanecké sněmovny Parlamentu ČR.

## Biografie
Koncem 80. let 20. století se podílela na činnosti disidentských a opozičních skupin (Nezávislé mírové sdružení, Jazzová sekce). Byla signatářkou Charty 77. V lednu 1989 patřila mezi opoziční skupinu, která chtěla položit květiny na místo upálení Jana Palacha na Václavském náměstí v Praze. Byli zadrženi komunistickou policií. Byla odsouzena na devět měsíců nepodmíněně a vězněna v nápravněvýchovném zařízení Všehrdy. Pracovala ve výrobně stykačů. Měla vyměřený trest do 16. října 1989.
Profesně je k roku 1990 uváděna jako členka Koordinačního centra Občanského fóra Praha, bytem Dobruška.
V lednu 1990 zasedla v rámci procesu kooptací do Federálního shromáždění po sametové revoluci do Sněmovny lidu (volební obvod č. 76 – Rychnov nad Kněžnou, Východočeský kraj) jako bezpartijní poslankyně, respektive poslankyně za Občanské fórum. Ve volbách roku 1990 přešla do české části Sněmovny národů, kam byla zvolena za OF. Po rozpadu Občanského fóra přešla do parlamentního klubu Občanské demokratické strany. Za ODS byla opětovně zvolena ve volbách roku 1992 do Sněmovny lidu. Ve Federálním shromáždění setrvala do zániku Československa v prosinci 1992.
Ve volbách v roce 1996 byla zvolena do Poslanecké sněmovny Parlamentu České republiky za ODS. Setrvala zde do konce funkčního období, tedy do předčasných voleb v roce 1998. V 90. letech 20. století působila i jako mluvčí ODS, konkrétně v letech 1992–1997.
Později pracovala ve vedení Burzy cenných papírů Praha coby ředitelka odboru vnějších vztahů. Počátkem 21. století je zmiňována coby lobbistka pro firmu ČEZ, pro kterou pracovala od roku 2004. V roce 2002 založila společně se dvěma partnery poradenskou firmu PAN Solutions, spol. s r.o. Je také spolumajitelka největší PR agentury AMI Communications, sesterské s firmou PAN Solutions.